# Famille Jametel
 (septembre 2018).
 (septembre 2018).
La famille Jametel est une famille française.

## Généalogie simplifiée
- Antoine Jametel (1741 - mort guillotiné en 1794), bourgeois de Paris et membre du Conseil général de la commune de Paris.
  - Antoine Jametel (1786-1840), propriétaire.
    - Gustave-Louis Jametel (1821-1893), avocat parisien, député de la Somme de 1873 à 1889, sénateur de la Somme de 1890 à 1893.
    - Ernest Jametel (1824-1876), ingénieur, banquier.
      - Georges Jametel (1859-1944), diplomate, grand-croix de l'ordre de la Couronne de Wende et de l'ordre équestre du Saint-Sépulcre de Jérusalem, marié à la duchesse Marie de Mecklembourg-Strelitz et amant de l'infante Eulalie de Bourbon.
        - George Jametel (1904-1982).
        - Marie Auguste Jametel (1905-1969), comtesse von Nemerow, épouse de Karl von Barton gennant von Stedman.

      - Marie Louise Mathilde Jametel (1860-1942), épouse du notaire parisien Auguste Armand Cottin (frère de Paul Cottin).
        - Marguerite-Marie Cottin, épouse de Gaston Goüin.

      - Marguerite Jametel (1861-1917), épouse du comte Ferdinand Bertin, agent de change.

    - Amédée Jametel (1829-1883), colonel, puis banquier et président fondateur de la Compagnie des téléphones.
      - Pierre Jametel (1865-), ingénieur centralien, industriel.

    - Mathilde Jametel (1830-), épouse de François Dufraigne.

  - Auguste Jean Jametel (1790-1841)
    - Jean Paul Jametel (1819-1887)
      - Maurice Jametel (1856-1889), sinologue et écrivain.

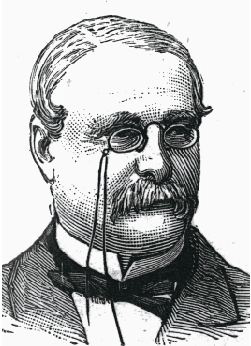
Gustave-Louis Jametel (1821-1893).
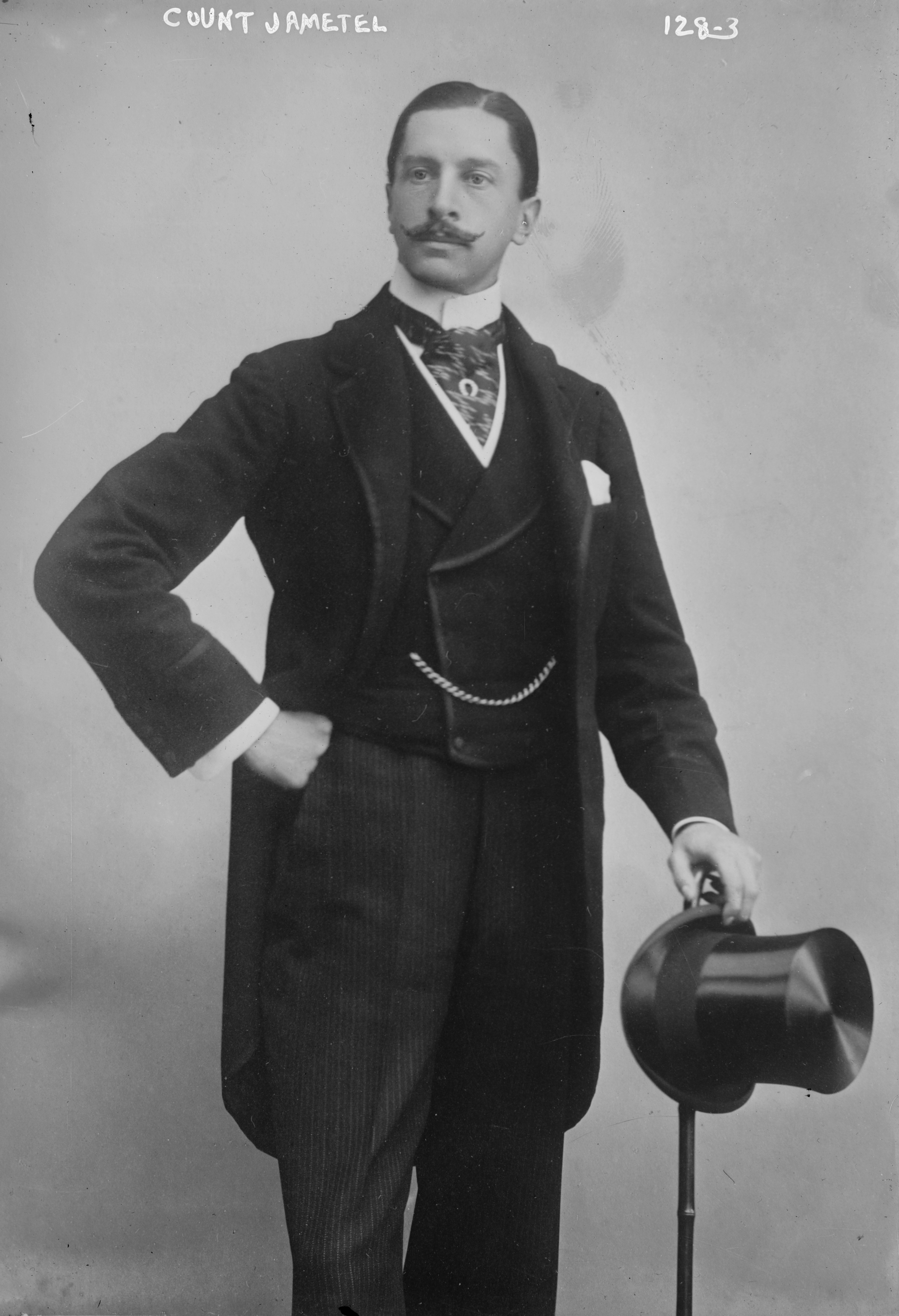
Le comte Georges Jametel (1859-1944).
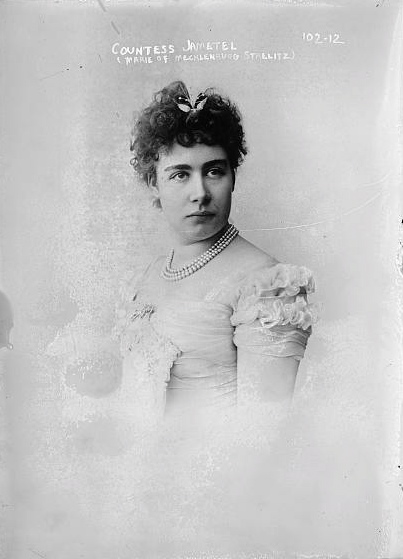
La duchesse Marie de Mecklembourg-Strelitz, comtesse Georges Jametel.
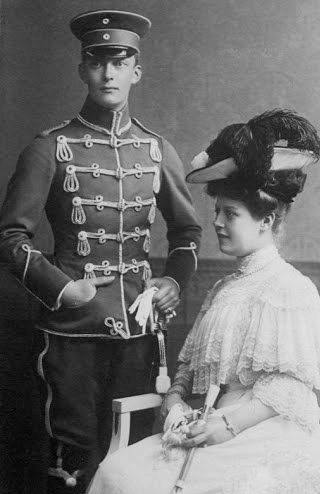
La comtesse Jametel, née duchesse Marie de Mecklembourg-Strelitz, avec son frère le duc Karl Borwin zu Mecklenburg.